# Polisportiva Dinamo 2021-2022
Questa voce raccoglie le informazioni riguardanti la Polisportiva Dinamo nelle competizioni ufficiali della stagione 2021-2022.

## Stagione
La stagione 2021-2022 della Polisportiva Dinamo ancora sponsorizzata Banco di Sardegna, è stata la 12ª nel massimo campionato italiano di pallacanestro, la Serie A.
Terminato il ciclo con l'allenatore Gianmarco Pozzecco, ritorna alla guida Demis Cavina, già sulla panchina sassarese per due stagioni dal 2007 al 2009. Il tecnico emiliano arriva dal Basket Torino, la seconda squadra in Serie A2 di proprietà del presidente Stefano Sardara, venendo sostituito da Edoardo Casalone, vice di Pozzecco. Con Cavina ritorna anche Giacomo Baioni, in biancoblù dal 2016 al 2018.
Per quanto riguarda il roster, si segnala l'addio in primis del talento locale Marco Spissu che dopo ottime stagioni si accasa all'UNICS Kazan', militante in Eurolega e del croato Miro Bilan, fulcro negli ultimi due anni del gioco di Pozzecco nel pitturato. Con lui via anche gli altri balcanici Toni Katić, Vasilije Pušica e Filip Krušlin oltre all'americano Ethan Happ arrivato a campionato in corso nella stagione passata.
Vengono invece confermati i titolari nei ruoli di ala grande e ala piccola, ovvero Eimantas Bendžius e Jason Burnell oltre ai veterani Stefano Gentile e Giacomo Devecchi e alle seconde linee Kaspar Treier, Massimo Chessa e Luca Gandini. Per il capitolo acquisti, il colpo dell'estate è il ritorno del Professore David Logan, point guard della Dinamo Campione d'Italia, dall'Universo Treviso e dagli stessi trevigiani arriva il centro nigeriano Christian Mekowulu. Due invece gli innesti americani: il play Anthony Clemmons da Igokea e Tyus Battle dall'Enisey Krasnojarsk. Completano il roster il senegalese Ousmane Diop, gli ultimi due anni in prestito al Basket Torino, e Jacopo Borra da Treviglio.
L'esordio ufficiale avviene in Supercoppa: la formula della stagione 2021-2022 prevede una fase a gironi con andata e ritorno per le squadre di Serie A, tranne le ultime due finaliste dei play-off e di Coppa Italia della passata stagione. La Dinamo viene inserita nel triangolare con Pall. Varese e Vanoli Cremona e lo conclude con quattro vittorie, qualificandosi così per la fase finale alla Unipol Arena di Casalecchio di Reno (Bologna). Ai quarti di finale però viene eliminata uscendo sconfitta per 76-66 contro la N.B. Brindisi.
L'avvio in campionato è buono con tre vittorie nelle prime quattro giornate (ed è ancora Brindisi a mettere al tappeto i sardi), ma è inframezzato da un terribile girone d'andata in Champions League con tre sconfitte contro R. Ludwigsburg, Canarias Tenerife e Prometej. A queste seguono un filotto di quattro sconfitte in Serie A: non basta la prima vittoria in Europa contro i tedeschi del Ludwigsburg (al termine della quale viene anche tagliato il play Anthony Clemmons) a rasserenare l'ambiente e la società decide di esonerare il coach Demis Cavina dopo otto giornate. In sostituzione dell'emiliano arriva l'esperto ex Pall. Treviso, Virtus Roma e Olimpia Milano Piero Bucchi. Nella stessa giornata dell'avvicendamento in panchina fa il ritorno anche il croato Filip Krušlin. Non è però l'unica trasformazione del roster in corso d'opera: tra novembre e dicembre infatti arriva l'esperto ex Virtus Roma e Monaco Gerald Robinson a sostituire Clemmons in regia e saluta Jacopo Borra, trasferitosi alla Fortitudo Bologna.
Anche le primissime partite con Bucchi non sono positive: arrivano due sconfitte in campionato che spingono i sardi a ridosso della zona retrocessione e l'eliminazione nella prima fase in coppa europea, accaduto solo nel 2017 ma lì continuò poi in FIBA Europe Cup fino agli ottavi. È in questo periodo che matura la scelta di tagliare anche l'altro americano oltre a Clemmons, ovvero Tyus Battle, sconfessando quindi i progetti iniziali di una squadra giovane ma alla fine risultata inesperta. Tuttavia, un filotto di quattro vittorie su cinque partite tra dicembre e gennaio permette un'impronosticabile qualificazione alle Final Eight di Coppa Italia agguantando l'ultimo posto disponibile. Al primo turno si ritrova davanti la corazzata Olimpia Milano e viene sconfitta di 20 punti, anche complice uno stop agli allenamenti nella settimana precedente a causa di un focolaio di COVID-19.
Dopo la Coppa Italia il roster viene inaspettatamente rinforzato: a marzo infatti l'invasione dell'Ucraina da parte della Russia obbliga lo stop dei campionati in terra ucraina e la Dinamo riporta in Sardegna dopo qualche mese Miro Bilan, che tra l'altro aveva sfidato proprio i sassaresi in Europa con il Prometej. Il ritorno del centro croato (che dopo una breve convivenza porterà al taglio del centro nigeriano Mekowulu), assieme alla crescita nelle performance di Bendžius e Burnell e alla sapiente regia di Robinson garantirà 10 vittorie su 15 partite del girone di ritorno: la Dinamo non esce mai dalle prime otto e si qualifica così, con il sesto posto, ai play-off scudetto, il decimo della sua storia.
Ai quarti di finale della post season incontra la sorpresa del campionato, la Brescia, senza il vantaggio del fattore campo. Perde gara-1 in Lombardia ma poi espugna il PalaLeonessa in gara-2, per poi confermarsi due volte in casa conquistando così la semifinale. In semifinale incrocia nuovamente l'Olimpia Milano, che però si rivela un avversario troppo ostico in ogni gara. La squadra di Bucchi infatti perde due volte al Forum di Assago, mettendosi in luce solo nella seconda partita e cede anche in gara-3 a Sassari contro chi poi conquisterà il tricolore. La Dinamo termina così la stagione con un piazzamento finale nelle prime quattro e garantendosi così anche un posto nella Supercoppa italiana 2022.

## Maglie
Per l'undicesima stagione le divise sono firmate dalla azienda sarda EYE Sport, la quale ha sfornato una coppia di completi per ogni competizione. Per il campionato la classica divisa Home è bianca con dei dettagli sui fianchi in blu che riprendono il simbolo del club, il fulmine mentre con analogo disegno è blu e blu scuro per la divisa da trasferta. Per la coppia di divise di Basketball Champions League anche in questa stagione come le precedenti adotta una colorazione verde accesa in onore dello sponsor, impreziosita da una trama sul fronte che riprende i tradizionali tessuti dell'artigianato sardo. Infine per la Coppa Italia viene prodotta una divisa speciale in collaborazione con la Regione Sardegna che omaggia il Carnevale sardo.
| Casa (Campionato) | Trasferta (Campionato) | Casa (Ch.League) | Trasferta (Ch.League) |

## Roster
| Banco di Sardegna Sassari 2021-22 | Banco di Sardegna Sassari 2021-22 |
| Giocatori                         | Staff tecnico                     |
| --------------------------------- | --------------------------------- |

| N. | Naz.                                           | Ruolo | Nome                 | Anno | Alt.   | Peso   |  |
| -- | ---------------------------------------------- | ----- | -------------------- | ---- | ------ | ------ |  |
| 1  | Italia (bandiera)                              | P     | Luca Sanna           | 2003 | 188 cm | 70 kg  |  |
| 1  | Italia (bandiera)                              | P     | Emmanuele Pitirra    | 2004 | 178 cm |        |  |
| 2  | Croazia (bandiera)                             | C     | Miro Bilan           | 1989 | 213 cm | 124 kg |  |
| 3  | Stati Uniti (bandiera) · Polonia (bandiera)    | PG    | David Logan          | 1982 | 185 cm | 77 kg  |  |
| 4  | Stati Uniti (bandiera)                         | P     | Gerald Robinson      | 1989 | 185 cm | 80 kg  |  |
| 5  | Stati Uniti (bandiera) · Kazakistan (bandiera) | P     | Anthony Clemmons     | 1994 | 187 cm | 87 kg  |  |
| 6  | Croazia (bandiera)                             | G     | Filip Krušlin        | 1989 | 198 cm | 94 kg  |  |
| 7  | Italia (bandiera)                              | C     | Luca Gandini         | 1985 | 206 cm | 112 kg |  |
| 8  | Italia (bandiera)                              | GA    | Giacomo Devecchi (C) | 1985 | 196 cm | 88 kg  |  |
| 9  | Estonia (bandiera) · Italia (bandiera)         | AG    | Kaspar Treier        | 1999 | 204 cm | 105 kg |  |
| 10 | Italia (bandiera)                              | PG    | Massimo Chessa       | 1988 | 188 cm | 80 kg  |  |
| 14 | Stati Uniti (bandiera)                         | A     | Jason Burnell        | 1997 | 201 cm | 100 kg |  |
| 20 | Lituania (bandiera)                            | AG    | Eimantas Bendžius    | 1990 | 207 cm | 102 kg |  |
| 21 | Nigeria (bandiera)                             | C     | Christian Mekowulu   | 1995 | 205 cm | 110 kg |  |
| 22 | Italia (bandiera)                              | PG    | Stefano Gentile      | 1989 | 191 cm | 94 kg  |  |
| 23 | Stati Uniti (bandiera)                         | GA    | Tyus Battle          | 1997 | 198 cm | 93 kg  |  |
| 25 | Senegal (bandiera) · Italia (bandiera)         | AG    | Ousmane Diop         | 2000 | 204 cm | 100 kg |  |
| 99 | Italia (bandiera)                              | C     | Jacopo Borra         | 1990 | 215 cm | 115 kg |  |
| -  | Italia (bandiera)                              | PG    | Riccardo Pisano      | 2005 | 174 cm |        |  |

| Allenatore                                                                                    |
| - Demis Cavina (fino al 16 novembre) - Piero Bucchi (dal 16 novembre)                         |
| Assistente/i                                                                                  |
| - Giacomo Baioni - Giorgio Gerosa Legenda - (C) Capitano - (IN) Inattivo - Infortunato Roster |

Note:
1. 1 2 3  Aggregato alla prima squadra dal settore giovanile
2. 1 2 3  Arrivato a stagione in corso
3. 1 2 3 4  Ceduto a stagione in corso

## Mercato

### Sessione estiva
| Acquisti | Acquisti           | Acquisti           | Acquisti      | Acquisti |
| R.       | Nome               | da                 | Modalità      |          |
| -------- | ------------------ | ------------------ | ------------- | -------- |
| P        | Anthony Clemmons   | Igokea             | svincolato    |          |
| PG       | David Logan        | Universo Treviso   | svincolato    |          |
| GA       | Tyus Battle        | Enisey Krasnojarsk | svincolato    |          |
| AG       | Ousmane Diop       | Basket Torino      | fine prestito |          |
| C        | Jacopo Borra       | Treviglio          | svincolato    |          |
| C        | Christian Mekowulu | Universo Treviso   | svincolato    |          |

| Cessioni | Cessioni         | Cessioni            | Cessioni               | Cessioni |
| R.       | Nome             | a                   | Modalità               |          |
| -------- | ---------------- | ------------------- | ---------------------- | -------- |
| P        | Toni Katić       | U Cluj              | fine contratto         |          |
| P        | Vasilije Pušica  | Prienai             | fine contratto         |          |
| P        | Marco Spissu     | UNICS Kazan'        | definitivo (100.000 €) |          |
| G        | Filip Krušlin    |                     | fine contratto         |          |
| G        | Marco Antonio Re | Benedetto XIV Cento | fine contratto         |          |
| C        | Miro Bilan       | Prometej            | fine contratto         |          |
| C        | Ethan Happ       |                     | fine contratto         |          |

### Dopo l'inizio della stagione
| Acquisti | Acquisti        | Acquisti        | Acquisti         | Acquisti   |
| R.       | Nome            | da              | Data             | Modalità   |
| -------- | --------------- | --------------- | ---------------- | ---------- |
| G        | Filip Krušlin   |                 | 16 novembre 2021 | svincolato |
| PG       | Gerald Robinson | Niners Chemnitz | 28 novembre 2021 | svincolato |
| C        | Miro Bilan      | Prometej        | 7 marzo 2022     | svincolato |

| Cessioni | Cessioni           | Cessioni          | Cessioni         | Cessioni    |
| R.       | Nome               | a                 | Data             | Modalità    |
| -------- | ------------------ | ----------------- | ---------------- | ----------- |
| P        | Anthony Clemmons   | Türk Telekom      | 10 novembre 2021 | rescissione |
| C        | Jacopo Borra       | Fortitudo Bologna | 3 dicembre 2021  | rescissione |
| GA       | Tyus Battle        | Hap. Gilboa G.E.  | 12 gennaio 2022  | rescissione |
| C        | Christian Mekowulu | Saragozza         | 5 aprile 2022    | rescissione |

## Risultati

### Serie A

#### Regular season

##### Girone di andata
| Arbitri: | Bartoli (Trieste) Nicolini (Palermo) Perciavalle (Torino) |

|                                           |            |                                |
| Mekowulu 21 Logan 14 Bendžius, Gentile 10 | Punti      | 22 Sanford 16 Jones 12 Tambone |
| Logan 6                                   | Assist     | 6 Sanford                      |
| Mekowulu 11                               | Rimbalzi   | 8 Delfino                      |
| Demis Cavina                              | Allenatori | Aza Petrović                   |

| Arbitri: | Lo Guzzo (Pisa) Vicino (Bologna) Paglialunga (Massafra) |

|                                     |            |                                   |
| Gaspardo 29 Adrian 17 J. Perkins 16 | Punti      | 15 Clemmons 13 Mekowulu 12 Battle |
| J. Perkins 7                        | Assist     | 4 Battle                          |
| N. Perkins 8                        | Rimbalzi   | 8 Burnell                         |
| Francesco Vitucci                   | Allenatori | Demis Cavina                      |

| Arbitri: | Sahin (Messina) Bongiorni (Pisa) Capotorto (Bari) |

|                                            |            |                                     |
| Clemmons 22 Bendžius 17 Battle, Burnell 14 | Punti      | 17 Hopkins 16 Crawford 14 Strautiņš |
| Clemmons 4                                 | Assist     | 6 Cinciarini                        |
| Mekowulu 6                                 | Rimbalzi   | 8 Hopkins                           |
| Demis Cavina                               | Allenatori | Attilio Caja                        |

| Arbitri: | Baldini (Firenze) Giovannetti (Terni) Boninsegna (Milano) |

|                                   |            |                                 |
| Russell 13 Sokołowski 11 Akele 10 | Punti      | 22 Logan 14 Burnell 10 Clemmons |
| Russell 6                         | Assist     | 4 Clemmons                      |
| Akele 9                           | Rimbalzi   | 11 Mekowulu                     |
| Massimiliano Menetti              | Allenatori | Demis Cavina                    |

| Arbitri: | Begnis (Crema) Paglialunga (Massafra) Catani (Pescara) |

|                                  |            |                                             |
| Bendžius 16 Logan 11 Mekowulu 10 | Punti      | 21 Della Valle 17 Mitrou-Long 8 Moore, Moss |
| Gentile 5                        | Assist     | 6 Mitrou-Long                               |
| Gentile, Mekowulu 8              | Rimbalzi   | 10 Mitrou-Long                              |
| Demis Cavina                     | Allenatori | Alessandro Magro                            |

| Arbitri: | Lanzarini (Bologna) Borgioni (Roma) Gonella (Genova) |

|                                               |            |                                             |
| Daniels, Mītoglou 16 Datome, Grant 10 Ricci 7 | Punti      | 10 Bendžius, Burnell, Logan 7 Diop 5 Treier |
| Rodríguez 7                                   | Assist     | 5 Logan                                     |
| Mītoglou 13                                   | Rimbalzi   | 8 Bendžius                                  |
| Ettore Messina                                | Allenatori | Demis Cavina                                |

| Arbitri: | Mazzoni (Grosseto) Galasso (Siena) Valzani (Martina Franca) |

|                                 |            |                                   |
| Burnell 13 Battle 11 Gentile 10 | Punti      | 16 Mian 13 Banks 12 Delía, Konate |
| Gentile 5                       | Assist     | 7 Delía                           |
| Mekowulu 6                      | Rimbalzi   | 9 Konate                          |
| Demis Cavina                    | Allenatori | Franco Ciani                      |

| Arbitri: | Attard (Priolo Gargallo) Quarta (Torino) Paglialunga (Massafra) |

|                                    |            |                                          |
| Cain, Sanders 17 Macura 15 Daum 12 | Punti      | 22 Burnell, Logan 13 Gentile 12 Mekowulu |
| Mascolo 8                          | Assist     | 7 Logan                                  |
| Cain 8                             | Rimbalzi   | 6 Burnell                                |
| Marco Ramondino                    | Allenatori | Demis Cavina                             |

| Arbitri: | Giovannetti (Terni) Perciavalle (Torino) Bettini (Bologna) |

|                                  |            |                                       |
| Mekowulu 20 Logan 18 Bendžius 17 | Punti      | 15 McDuffie, Rich 13 Parks 12 Velička |
| Gentile 7                        | Assist     | 5 Pargo                               |
| Mekowulu 12                      | Rimbalzi   | 9 Zerini                              |
| Piero Bucchi                     | Allenatori | Stefano Sacripanti                    |

| Arbitri: | Paternicò (Piazza Armerina) Brindisi (Torino) Gonella (Genova) |

|                                           |            |                                  |
| Weems 19 Belinelli 16 Jaiteh, Teodosić 15 | Punti      | 25 Bendžius 21 Robinson 17 Logan |
| Teodosić 10                               | Assist     | 8 Robinson                       |
| Jaiteh 9                                  | Rimbalzi   | 6 Mekowulu                       |
| Scariolo                                  | Allenatori | Piero Bucchi                     |

| Arbitri: | Mazzoni (Grosseto) Borgo (Grumolo delle Abbadesse) Vita (Ancona) |

|                                          |            |                                  |
| Watt 18 Brooks 12 Bramos, Stone, Tonut 7 | Punti      | 20 Robinson 14 Bendžius 12 Logan |
| De Nicolao 5                             | Assist     | 7 Robinson                       |
| Bramos, Vitali 4                         | Rimbalzi   | 10 Burnell                       |
| Walter De Raffaele                       | Allenatori | Piero Bucchi                     |

| Arbitri: | Lo Guzzo (Pisa) Bettini (Bologna) Di Francesco (Teramo) |

|                                 |            |                           |
| Logan 20 Bendžius 17 Burnell 16 | Punti      | 33 Keene 28 Kell 14 Jones |
| Robinson 12                     | Assist     | 7 Kell                    |
| Bendžius 8                      | Rimbalzi   | 7 Jones                   |
| Piero Bucchi                    | Allenatori | Adriano Vertemati         |

| Arbitri: | Begnis (Crema) Paglialunga (Massafra) Boninsegna (Milano) |

|                                                 |            |                                                     |
| Totè 17 Aradori, Frazier 15 Charalampopoulos 11 | Punti      | 20 Mekowulu, Robinson 18 Bendžius, Logan 11 Krušlin |
| Durham 9                                        | Assist     | 9 Robinson                                          |
| Durham 6                                        | Rimbalzi   | 9 Bendžius                                          |
| Piero Bucchi                                    | Allenatori | Antimo Martino                                      |

| Arbitri: | Attard (Priolo Gargallo) Quarta (Torino) Pepponi (Assisi) |

|                                  |            |                                       |
| Robinson 22 Bendžius 18 Logan 13 | Punti      | 18 Caroline 16 Flaccadori 13 Reynolds |
| Robinson 6                       | Assist     | 3 Williams                            |
| Mekowulu 7                       | Rimbalzi   | 6 Caroline, Reynolds, Williams        |
| Giacomo Baioni                   | Allenatori | Emanuele Molin                        |

| Arbitri: | Sahin (Messina) Vicino (Bologna) Brindisi (Torino) |

|                                  |            |                                            |
| Pecchia 28 Harris 13 Spagnolo 12 | Punti      | 15 Gentile 14 Treier 13 Bendžius, Robinson |
| Poeta 7                          | Assist     | 4 Gentile, Robinson                        |
| Pecchia 9                        | Rimbalzi   | 7 Bendžius                                 |
| Paolo Galbiati                   | Allenatori | Piero Bucchi                               |

##### Girone di ritorno
| Arbitri: | Lo Guzzo (Pisa) Bettini (Bologna) Pepponi (Assisi) |

|                                 |            |                                          |
| Bilan 24 Burnell 13 Robinson 10 | Punti      | 17 Sims, Sokolowski 16 Bortolani 9 Jones |
| Robinson 9                      | Assist     | 7 Imbrò, Russell                         |
| Burnell 9                       | Rimbalzi   | 8 Akele                                  |
| Piero Bucchi                    | Allenatori | Marcelo Nicola                           |

| Arbitri: | Giovannetti (Terni) Bartoli (Trieste) Noce (Latina) |

|                                             |            |                                        |
| Mitrou-Long 24 Della Valle 22 Laquintana 11 | Punti      | 22 Logan 16 Bendžius, Robinson 11 Diop |
| Della Valle 6                               | Assist     | 8 Robinson                             |
| Burns 7                                     | Rimbalzi   | 10 Bendžius                            |
| Alessandro Magro                            | Allenatori | Piero Bucchi                           |

| Arbitri: | Baldini (Firenze) Bongiorni (Pisa) Di Francesco (Teramo) |

|                                    |            |                                         |
| Bendžius 21 Robinson 20 Burnell 19 | Punti      | 18 J. Perkins 17 N. Perkins 14 Gaspardo |
| Robinson 15                        | Assist     | 4 Adrian, J. Perkins                    |
| Burnell 12                         | Rimbalzi   | 8 A. Gentile                            |
| Piero Bucchi                       | Allenatori | Francesco Vitucci                       |

| Arbitri: | Vicino (Bologna) Martolini (Roma) Dori (Mirano) |

|                                      |            |                              |
| Delía 14 Davis 12 Banks, Gražulis 10 | Punti      | 26 Bendžius 13 Diop 12 Logan |
| Banks, Cavaliero 3                   | Assist     | 16 Robinson                  |
| Deangeli 7                           | Rimbalzi   | 8 Mekowulu                   |
| Franco Ciani                         | Allenatori | Piero Bucchi                 |

| Arbitri: | Paternicò (Piazza Armerina) Paglialunga (Massafra) Boninsegna (Milano) |

|                                        |            |                                |
| Bendžius 23 Bilan 15 Krušlin, Logan 13 | Punti      | 21 Mannion 10 Sampson 9 Jaiteh |
| Robinson 8                             | Assist     | 5 Cordinier                    |
| Treier 7                               | Rimbalzi   | 5 Mannion                      |
| Piero Bucchi                           | Allenatori | Sergio Scariolo                |

| Arbitri: | Sahin (Messina) Perciavalle (Torino) Bettini (Bologna) |

|                                  |            |                                                   |
| Forray 14 Reynolds 12 Johnson 11 | Punti      | 14 Burnell, Mekowulu 11 Bendžius, Krušlin 10 Diop |
| Williams 5                       | Assist     | 10 Robinson                                       |
| Williams 13                      | Rimbalzi   | 8 Burnell                                         |
| Emanuele Molin                   | Allenatori | Piero Bucchi                                      |

| Arbitri: | Bartoli (Trieste) Bongiorni (Pisa) Noce (Latina) |

|                                           |            |                                  |
| Bendžius 29 Robinson 17 Bilan, Gentile 10 | Punti      | 23 Sanders 15 Wright 14 Severini |
| Gentile 6                                 | Assist     | 7 Wright                         |
| Bendžius 7                                | Rimbalzi   | 7 Cain, Wright                   |
| Piero Bucchi                              | Allenatori | Marco Ramondino                  |

| Arbitri: | Baldini (Firenze) Borgioni (Roma) Brindisi (Torino) |

|                                       |            |                                 |
| Cinciarini 19 Hopkins 18 Strautiņš 17 | Punti      | 25 Bendžius 17 Logan 11 Krušlin |
| Cinciarini 9                          | Assist     | 8 Robinson                      |
| Hopkins 12                            | Rimbalzi   | 6 Burnell                       |
| Attilio Caja                          | Allenatori | Piero Bucchi                    |

| Arbitri: | Paternicò (Piazza Armerina) Valzani (Martina Franca) Gonella (Genova) |

|                                 |            |                                                     |
| Krušlin 19 Bilan 16 Bendžius 14 | Punti      | 18 Aradori 16 Groselle 15 Charalampopoulos, Frazier |
| Robinson 7                      | Assist     | 7 Durham                                            |
| Bilan 12                        | Rimbalzi   | 8 Groselle                                          |
| Piero Bucchi                    | Allenatori | Antimo Martino                                      |

| Arbitri: | Rossi (Anghiari) Martolini (Roma) Nicolini (Palermo) |

|                               |            |                                       |
| Logan 25 Bilan 21 Bendžius 17 | Punti      | 22 Bentil 18 Delaney 13 Hall, Shields |
| Robinson 6                    | Assist     | 5 Hines                               |
| Bendžius 9                    | Rimbalzi   | 9 Hines                               |
| Piero Bucchi                  | Allenatori | Ettore Messina                        |

| Arbitri: | Baldini (Firenze) Vicino (Bologna) Capotorto (Bari) |

|                                |            |                                 |
| Moretti 19 Delfino 18 Jones 11 | Punti      | 25 Bilan 14 Burnell 11 Robinson |
| Delfino 8                      | Assist     | 9 Robinson                      |
| Jones 9                        | Rimbalzi   | 11 Bilan                        |
| Luca Banchi                    | Allenatori | Piero Bucchi                    |

| Arbitri: | Lanzarini (Bologna) Bongiorni (Pisa) Galasso (Siena) |

|                               |            |                                    |
| Bendžius 19 Bilan 15 Logan 12 | Punti      | 15 Stone, Watt 12 Tonut 10 Cerella |
| Bilan, Gentile 4              | Assist     | 5 Stone                            |
| Bilan 11                      | Rimbalzi   | 10 Watt                            |
| Piero Bucchi                  | Allenatori | Walter De Raffaele                 |

| Arbitri: | Rossi (Anghiari) Grigioni (Roma) Nicolini (Palermo) |

|                              |            |                                  |
| McDuffie 26 Rich 16 Vitali 8 | Punti      | 18 Robinson 15 Bendžius 12 Logan |
| Uglietti 4                   | Assist     | 3 Robinson                       |
| Zerini 7                     | Rimbalzi   | 5 Bilan, Gentile                 |
| Maurizio Buscaglia           | Allenatori | Piero Bucchi                     |

| Arbitri: | Borgioni (Roma) Bettini (Bologna) Dori (Mirano) |

|                                                         |            |                                                 |
| Robinson 18 Bilan, Logan, Treier 11 Burnell, Gentile 10 | Punti      | 12 Kohs, McNeace 11 Juškevičius 10 Dime, Tinkle |
| Gentile 5                                               | Assist     | 11 Poeta                                        |
| Bilan, Diop 7                                           | Rimbalzi   | 7 Tinkle                                        |
| Piero Bucchi                                            | Allenatori | Paolo Galbiati                                  |

| Arbitri: | Sahin (Messina) Perciavalle (Torino) Pepponi (Assisi) |

|                            |            |                                                        |
| Keene 31 Reyes 19 Beane 11 | Punti      | 19 Bendžius 18 Bilan, Logan, Robinson 12 Burnell, Diop |
| De Nicolao 7               | Assist     | 11 Robinson                                            |
| Caruso 6                   | Rimbalzi   | 9 Bilan                                                |
| Alberto Seravalli          | Allenatori | Piero Bucchi                                           |

#### Play-off

##### Quarti di finale
| Arbitri: | Begnis (Crema) Attard (Priolo Gargallo) Bongiorni (Pisa) |

|                                                        |            |                                        |
| Della Valle 30 Mitrou-Long 24 Brown III, Laquintana 11 | Punti      | 22 Bilan, Logan 15 Bendžius 14 Burnell |
| Mitrou-Long 9                                          | Assist     | 4 Bendžius                             |
| Gabriel 8                                              | Rimbalzi   | 11 Bilan                               |
| Alessandro Magro                                       | Allenatori | Piero Bucchi                           |

| Arbitri: | Lanzarini (Bologna) Giovannetti (Terni) Quarta (Torino) |

|                                         |            |                                                  |
| Mitrou-Long 27 Petrucelli 19 Gabriel 12 | Punti      | 16 Bendžius, Bilan 15 Logan, Robinson 13 Burnell |
| Mitrou-Long 6                           | Assist     | 5 Burnell                                        |
| Brown III 11                            | Rimbalzi   | 11 Bilan                                         |
| Alessandro Magro                        | Allenatori | Piero Bucchi                                     |

| Arbitri: | Mazzoni (Grosseto) Vicino (Bologna) Grigioni (Roma) |

|                                          |            |                                          |
| Krušlin 20 Burnell 15 Logan, Robinson 13 | Punti      | 18 Brown III 16 Petrucelli 9 Mitrou-Long |
| Gentile 7                                | Assist     | 7 Mitrou-Long                            |
| Bilan 8                                  | Rimbalzi   | 6 Mitrou-Long                            |
| Piero Bucchi                             | Allenatori | Alessandro Magro                         |

| Arbitri: | Paternicò (Piazza Armerina) Baldini (Firenze) Bartoli (Trieste) |

|                                          |            |                                         |
| Burnell 21 Bilan 18 Bendžius, Krušlin 11 | Punti      | 38 Mitrou-Long 17 Cobbins 14 Petrucelli |
| Robinson 6                               | Assist     | 7 Mitrou-Long                           |
| Bendžius 8                               | Rimbalzi   | 11 Cobbins                              |
| Piero Bucchi                             | Allenatori | Alessandro Magro                        |

##### Semifinale
| Arbitri: | Lanzarini (Bologna) Vicino (Bologna) Quarta (Torino) |

|                                           |            |                                  |
| Shields 16 Datome 13 Bentil, Rodríguez 10 | Punti      | 17 Robinson 16 Bilan 14 Bendžius |
| Rodríguez 8                               | Assist     | 3 Burnell, Gentile               |
| Hines 7                                   | Rimbalzi   | 7 Bendžius                       |
| Ettore Messina                            | Allenatori | Piero Bucchi                     |

| Arbitri: | Paternicò (Piazza Armerina) Rossi (Anghiari) Borgioni (Roma) |

|                                 |            |                               |
| Rodríguez 19 Hall 17 Shields 16 | Punti      | 25 Bendžius 17 Bilan 14 Logan |
| Rodríguez 5                     | Assist     | 8 Robinson                    |
| Hines 7                         | Rimbalzi   | 13 Bilan                      |
| Ettore Messina                  | Allenatori | Piero Bucchi                  |

| Arbitri: | Ryzhyk (Kiev) Sahin (Messina) Giovannetti (Terni) |

|                                           |            |                                    |
| Robinson 14 Bilan 12 Bendžius, Krušlin 11 | Punti      | 17 Baldasso 12 Rodríguez 11 Datome |
| Robinson 4                                | Assist     | 6 Rodríguez                        |
| Bilan 10                                  | Rimbalzi   | 6 Ricci                            |
| Piero Bucchi                              | Allenatori | Ettore Messina                     |

### Basketball Champions League

#### Regular Season

##### Girone di andata
| Arbitri: | Maestre Krejic Matějek |

|                                        |            |                                  |
| Radebaugh 24 Polas 12 Bähre, Darden 11 | Punti      | 21 Logan 19 Mekowulu 17 Clemmons |
| Radebaugh 5                            | Assist     | 7 Clemmons                       |
| Wohlfarth-Bottermann 11                | Rimbalzi   | 8 Mekowulu                       |
| John Patrick                           | Allenatori | Demis Cavina                     |

| Arbitri: | Rosso Horozov Yilmaz |

|                               |            |                                                 |
| Gamble 18 Guerra 17 Sastre 14 | Punti      | 16 Burnell 9 Mekowulu 7 Battle, Clemmons, Logan |
| Huertas 8                     | Assist     | 4 Gentile                                       |
| Gamble 9                      | Rimbalzi   | 8 Mekowulu                                      |
| Txus Vidorreta                | Allenatori | Demis Cavina                                    |

| Arbitri: | Poursanidis Kounelles Männiste |

|                                                   |            |                                         |
| Bendžius, Burnell, Treier 14 Clemmons 13 Logan 11 | Punti      | 17 Dowe, Kennedy 16 Harrison 14 Sydorov |
| Battle, Clemmons 5                                | Assist     | 5 Kennedy                               |
| Bendžius 7                                        | Rimbalzi   | 10 Kennedy                              |
| Demis Cavina                                      | Allenatori | Ronen Ginzburg                          |

##### Girone di ritorno
| Arbitri: | Rosso Horozov Vulić |

|                                 |            |                             |
| Bendžius 17 Battle 14 Treier 13 | Punti      | 26 Simon 14 Darden 13 Hulls |
| Logan 10                        | Assist     | 4 Hulls                     |
| Gentile 5                       | Rimbalzi   | 7 Darden, Simon             |
| Demis Cavina                    | Allenatori | John Patrick                |

| Arbitri: | Y. Yilmaz Jevtović Z. Yilmaz |

|                                |            |                                          |
| Harrison 17 Kennedy 16 Dowe 15 | Punti      | 12 Burnell 10 Mekowulu 9 Bendžius, Logan |
| Kennedy 5                      | Assist     | 7 Robinson                               |
| Kennedy 11                     | Rimbalzi   | 7 Bendžius                               |
| Ronen Ginzburg                 | Allenatori | Piero Bucchi                             |

| Arbitri: | Jasevičius Aunkrogers Prpa |

|                                 |            |                                                |
| Battle 16 Mekowulu 11 Krušlin 9 | Punti      | 16 Huertas, Shermadini 12 Wiltjer 10 Fitipaldo |
| Burnell 3                       | Assist     | 3 Fitipaldo                                    |
| Battle 7                        | Rimbalzi   | 4 Sastre, Shermadini, Wiltjer                  |
| Piero Bucchi                    | Allenatori | Txus Vidorreta                                 |

### Coppa Italia

#### Quarti di finale
| Arbitri: | Mazzoni (Grosseto) Giovannetti (Terni) Bartoli (Trieste) |

|                                |            |                                |
| Delaney 24 Daniels 12 Ricci 10 | Punti      | 19 Logan 12 Mekowulu 11 Treier |
| Delaney, Rodríguez 4           | Assist     | 4 Gentile                      |
| Melli, Ricci 6                 | Rimbalzi   | 7 Logan                        |
| Ettore Messina                 | Allenatori | Piero Bucchi                   |

### Supercoppa Italiana

#### Fase a gironi

##### Girone di andata
| Arbitri: | Paternicò (Piazza Armerina) Bettini (Bologna) Noce (Latina) |

|                                          |            |                              |
| Logan 20 Mekowulu 15 Battle, Bendžius 12 | Punti      | 17 Poeta 13 Tinkle 11 Sanogo |
| Battle, Bendžius, Burnell 4              | Assist     | 4 Spagnolo                   |
| Mekowulu 9                               | Rimbalzi   | 6 Agbamu                     |
| Demis Cavina                             | Allenatori | Paolo Galbiati               |

| Arbitri: | Baldini (Firenze) Di Francesco (Teramo) Pepponi (Assisi) |

|                                  |            |                                 |
| A. Gentile 31 Egbunu 13 Jones 10 | Punti      | 21 Logan 15 Mekowulu 13 Burnell |
| Beane 6                          | Assist     | 4 Battle                        |
| Jones 9                          | Rimbalzi   | 5 Mekowulu                      |
| Adriano Vertemati                | Allenatori | Demis Cavina                    |

##### Girone di ritorno
| Arbitri: | Bartoli (Trieste) Quarta (Torino) Perciavalle (Torino) |

|                                                    |            |                                          |
| Spagnolo 23 Miller, Pecchia 14 Cournooh, Tinkle 12 | Punti      | 20 Battle, Clemmons 15 Bendžius 13 Logan |
| Poeta 6                                            | Assist     | 7 Clemmons                               |
| Miller 6                                           | Rimbalzi   | 9 Mekowulu                               |
| Paolo Galbiati                                     | Allenatori | Demis Cavina                             |

| Arbitri: | Giovannetti (Terni) Borgo (Grumolo delle Abbadesse) Dori (Mirano) |

|                               |            |                              |
| Logan 13 Burnell 12 Battle 10 | Punti      | 18 Wilson 9 Sorokas 8 Caruso |
| S. Gentile 4                  | Assist     | 5 De Nicolao, A. Gentile     |
| Burnell 5                     | Rimbalzi   | 6 Egbunu                     |
| Demis Cavina                  | Allenatori | Adriano Vertemati            |

#### Fase ad eliminazione diretta
| Arbitri: | Lanzarini (Bologna) Vicino (Bologna) Quarta (Torino) |

|                                     |            |                                           |
| N. Perkins 21 Gaspardo 11 Redivo 10 | Punti      | 17 Bendžius 16 Logan 12 Burnell, Clemmons |
| J. Perkins 3                        | Assist     | 5 Burnell                                 |
| N. Perkins 10                       | Rimbalzi   | 6 Bendžius, Burnell                       |
| Francesco Vitucci                   | Allenatori | Demis Cavina                              |

## Statistiche
Fonte:
- Legabasket Serie A, su legabasket.it.
- FIBA Basketball Champions League, su championsleague.basketball.

### Medie
| Competizione                | G  | V  | P  | Pt.  | 2PT  | 3PT  | TL   | Rimbalzi | Rimbalzi | Rimbalzi | Stop | Palle | Palle | Ass  |
| Competizione                | G  | V  | P  | Pt.  | 2PT  | 3PT  | TL   | Off      | Dif      | Tot      | Stop | Perse | Rec.  | Ass  |
| --------------------------- | -- | -- | -- | ---- | ---- | ---- | ---- | -------- | -------- | -------- | ---- | ----- | ----- | ---- |
| LBA Serie A                 | 37 | 20 | 17 | 85.6 | 54.9 | 36.0 | 79.0 | 9.7      | 25.6     | 35.3     | 1.9  | 12.6  | 7.5   | 17.8 |
| Basketball Champions League | 6  | 1  | 5  | 70.2 | 46.2 | 32.2 | 74.5 | 10.0     | 20.0     | 30.0     | 3.2  | 15.5  | 7.0   | 16.7 |
| Coppa Italia                | 1  | 0  | 1  | 68.0 | 42.9 | 41.7 | 66.7 | 10.0     | 26.0     | 36.0     | 0.0  | 15.0  | 3.0   | 13.0 |
| Supercoppa Italiana         | 5  | 4  | 1  | 83.2 | 54.0 | 42.5 | 83.8 | 8.6      | 24.2     | 32.8     | 3.0  | 14.6  | 8.2   | 16.4 |

### Andamento in campionato
| Giornata  | 1 | 2 | 3 | 4 | 5 | 6  | 7  | 8  | 9  | 10 | 11 | 12 | 13 | 14 | 15 | 16 | 17 | 18 | 19 | 20 | 21 | 22 | 23 | 24 | 25 | 26 | 27 | 28 | 29 | 30 |
| --------- | - | - | - | - | - | -- | -- | -- | -- | -- | -- | -- | -- | -- | -- | -- | -- | -- | -- | -- | -- | -- | -- | -- | -- | -- | -- | -- | -- | -- |
| Luogo     | C | T | C | T | C | T  | C  | T  | C  | T  | T  | C  | T  | C  | T  | C  | T  | C  | T  | C  | T  | C  | T  | C  | C  | T  | C  | T  | C  | T  |
| Risultato | V | P | V | V | P | P  | P  | P  | P  | P  | V  | V  | V  | V  | P  | V  | P  | V  | V  | V  | V  | P  | P  | V  | V  | P  | P  | V  | V  | V  |
| Posizione | 6 | 8 | 5 | 4 | 4 | 10 | 11 | 12 | 14 | 13 | 12 | 11 | 9  | 10 | 8  | 7  | 7  | 6  | 6  | 6  | 4  | 5  | 6  | 6  | 4  | 5  | 6  | 6  | 6  | 6  |

Fonte:  Banco di Sardegna Sassari – Calendario, su legabasket.it.
Legenda:

Luogo: C = Casa; T = Trasferta. Risultato: V = Vittoria; P = Sconfitta.

### Annotazioni
1. ↑  Subentrato alla 9ª giornata.